# 城关镇 (临潭县)
城关镇，是中华人民共和国甘肃省甘南藏族自治州临潭县下辖的一个乡镇级行政单位。

## 行政区划
城关镇下辖以下地区：
城北社区、城中社区、城南社区、范家咀村、青崖村、杨家桥村、教场村、西庄子村、下河滩村、上河滩村、左拉村、郊口村、古城村、城内村和苏家庄村。